# Corimbion terminatum
Corimbion terminatum là một loài bọ cánh cứng trong họ Cerambycidae.